# Centuries
Centuries è un singolo del gruppo musicale statunitense Fall Out Boy, pubblicato il 9 settembre 2014 come primo estratto dal sesto album in studio American Beauty/American Psycho.

## Descrizione
Reso inizialmente disponibile per l'ascolto a partire dall'8 settembre, Centuries è stato composto dal gruppo insieme a J.R. Rotem (produttore del brano insieme a Omega), Justin Tranter, Raja Kumari e Michael Fonseca ed è caratterizzato da sonorità descritte dalla critica come alternative/pop o un «inno rock».
Il singolo utilizza inoltre un campionamento tratto dal singolo Tom's Diner, inciso nel 1987 dalla cantante Suzanne Vega.

## Video musicale
Il video, diretto dallo studio Syndrome e girato presso il Fort Henry di Kingston, è stato pubblicato il 17 ottobre 2014 attraverso il canale YouTube del gruppo.
Oltre a mostrare i componenti del gruppo, i quali ricoprono i ruoli di gladiatori, il video ha visto un cameo del rapper Rick Ross.

## Tracce
Testi e musiche di Michael Fonseca, Raja Kumari, Jonathan Rotem, Justin Tranter, Andy Hurley, Patrick Stump, Joe Trohman, Suzanne Vega e Pete Wentz.
Download digitale, CD promozionale (Paesi Bassi)
1. Centuries – 3:51

Download digitale – remix
1. Centuries (Gazzo Remix) – 4:19

## Classifiche
| Classifica (2014)                | Posizione massima |
| -------------------------------- | ----------------- |
| Austria                          | 62                |
| Belgio (Fiandre)                 | 118               |
| Canada                           | 26                |
| Germania                         | 71                |
| Regno Unito                      | 22                |
| Regno Unito (rock & metal)       | 1                 |
| Stati Uniti                      | 10                |
| Stati Uniti (rock & alternative) | 2                 |
| Svezia                           | 60                |